# Pont de Koror-Babeldaob

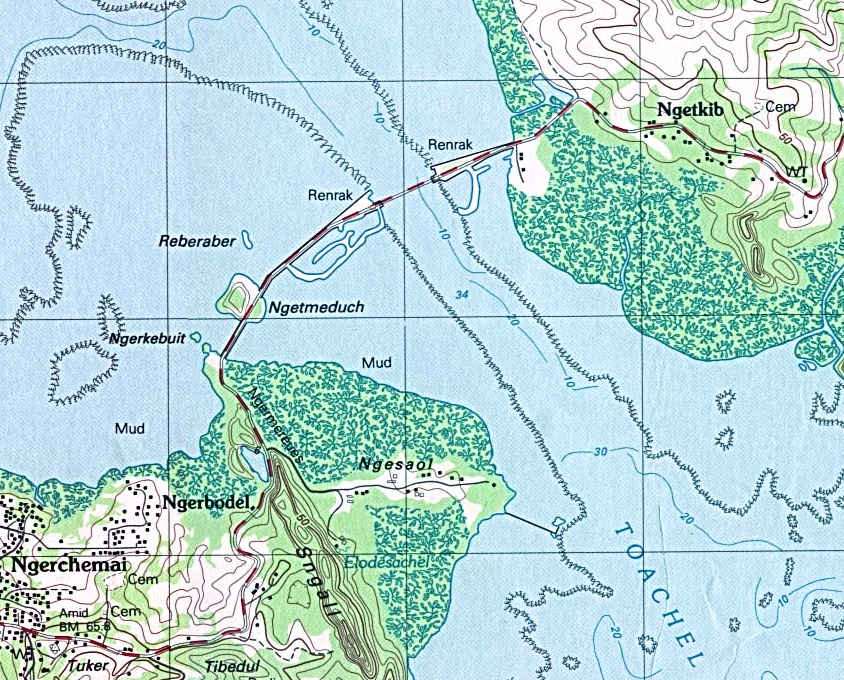
Mapa del pont.

El pont de Koror-Babeldaob, també conegut com a pont de l'amistat Japó-Palau o pont K-B, és un pont atirantat de formigó armat. Es troba a República de Palau i connecta l'illa de Koror amb la de Babeldaob des de l'11 de gener de 2002, data de la seva inauguració.
Construït entre novembre de 1999 i octubre de 2001 gràcies a fons japonesos, substitueix l'antic pont en mènsula de formigó pretesat, que va ser completat l'abril de 1977 i que es va esfondrar sobtadament el 26 de setembre de 1996, causant la mort de dues persones i ferint-ne quatre més. Després d'aquest accident, es va instal·lar un pont flotant provisional per restablir la connexió entre Koror, la ciutat més gran del país, i Babeldaob, la seva illa més gran, on es troba l'aeroport internacional Roman-Tmetuchl.

## Característiques
El pont actual és un pont atirantat amb el tauler i els dos pilars de formigó armat. Va ser dissenyat per Nippon Koei Co. Ltd. i Oriental Consultants Company, i construït per Kajima Corporation, amb els tirants fabricats per DYWIDAG-Systems International USA Inc. Té una longitud total de 413 metres, amb un tauler que varia en gruix de 7 metres a les piles fins a 3,5 metres al centre del tram principal. El pont va costar 26 milions de dòlars americans, dels quals 25 milions es van destinar a la construcció, mentre que el milió restant es va invertir en la seva concepció.

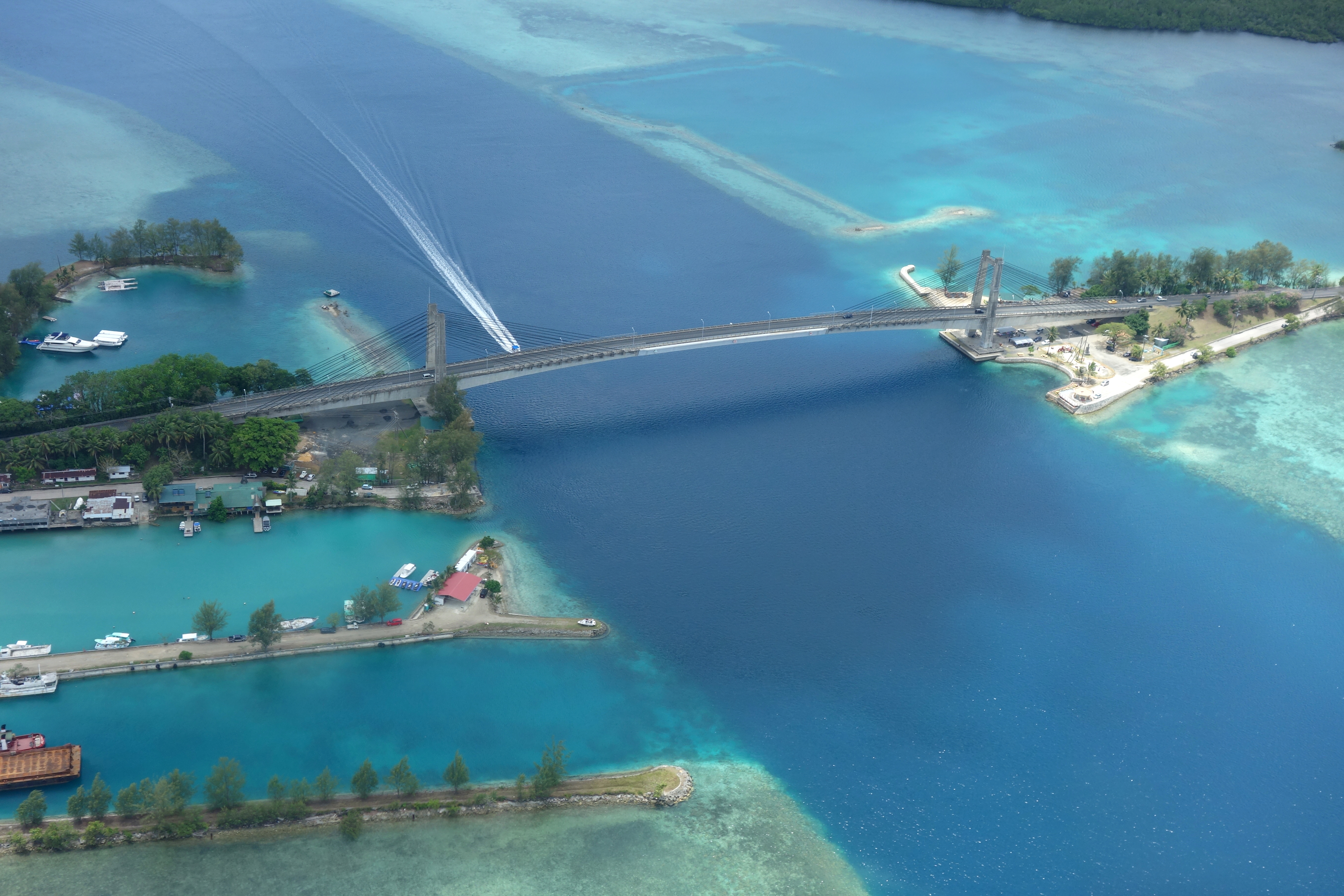
Vista aèria del pont.

Es troba a Palau, un país d'Oceania situat a l'est de les Filipines, al nord d'Indonèsia i a l'oest dels Estats Federats de Micronèsia. Pont de carretera, connecta les dues illes més grans d'aquest país, la de Koror i la de Babeldaob, connectant així la ciutat de Koror amb l'illa més gran del país, on hi ha l'aeroport internacional Roman-Tmetuchl i també la nova capital, Melekeok, així com la segona ciutat del país, Airai. S'estén per un pas natural de 240 metres d'ample i 30 metres de profunditat, el Toachel, entre els esculls de corall que envolten les dues illes, i es recolza en mitgeres de vegades connectades directament amb l'illa de Babeldaob, de vegades connectades amb l'illa de Koror per una successió de calçades. Aquestes mitgeres ja s'havien utilitzat per al pont que es va ensorrar l'any 1996 i el pont flotant instal·lat temporalment arran de l'accident.

## Història

### Primer pont

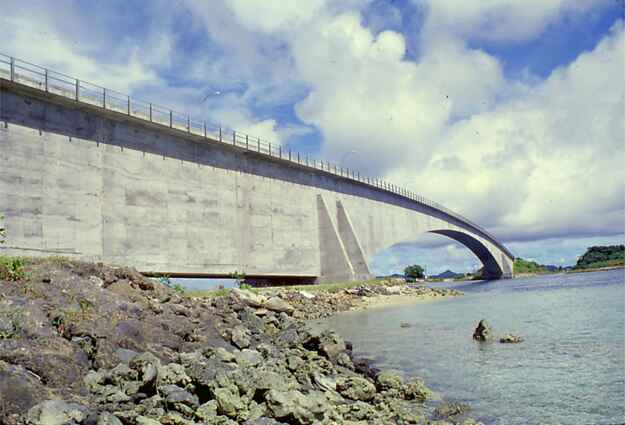
Primer pont.

El primer pont, també anomenat “pont Koror-Babeldaob”, però també “pont Koror” o “pont Koror-Babelthuap”, es va acabar l'abril de 1977. Es tractava d'un pont de carretera la coberta en voladís del qual estava composta per bigues de caixa de formigó pretensat. Construït amb la tècnica del corbelling, va ser dissenyat per Alfred A. Yee and Associates i Dyckerhoff & Widmann AG l'any 1975; aquesta darrera empresa participava amb Socio Construction Co. en la seva construcció, el cost de la qual va ser de 5,2 milions de dòlars.
Vista de perfil, la part inferior del davantal formava una porció de paràbola mentre que la part superior formava un arc de cercle. Aquesta coberta tenia una longitud total de 385,28 metres, incloent-hi 240,8 metres més per a la llum central, cadascuna de les dues vanes laterals mesuraven 53,65 metres. Amb una amplada de 7,32 metres, que suportaven una calçada de 9,62 metres d'amplada i inclinada en un 6% de pendent. La seva coberta tenia un gruix que variava des dels 3,66 metres al centre de la llum central fins als 14,17 metres al nivell dels molls. Aquest perfil el feia pujar a 20,42 metres sobre el nivell del mar, fet que permetia de mantenir la navegació al pas d'escull que salvava. A més, aquestes característiques el convertien en el pont de bigues de formigó més gran del món.

### Reforç i col·lapse
Mal dissenyat, el pont es va deformar en el seu centre amb el pas dels anys fins al punt que l'any 1990 la meitat de la travessa central s'havia enfonsar 120 centímetres, provocant un deteriorament de la calçada que afectava la comoditat dels motoristes i malmetia l'aspecte del pont. Durant l'any 1996, quan les deformacions van arribar als 130 centímetres al mig de la llum central, es van realitzar estudis per determinar el nivell de seguretat de l'estructura i la seva possible reparació. Aquests estudis van concloure que el pont era segur malgrat les deformacions contínues que arribarien a 90 centímetres addicionals durant els següents cent anys. Malgrat aquests resultats, el govern de Palau va decidir reforçar el pont per tal de corregir les deformacions i evitar més enfonsaments.

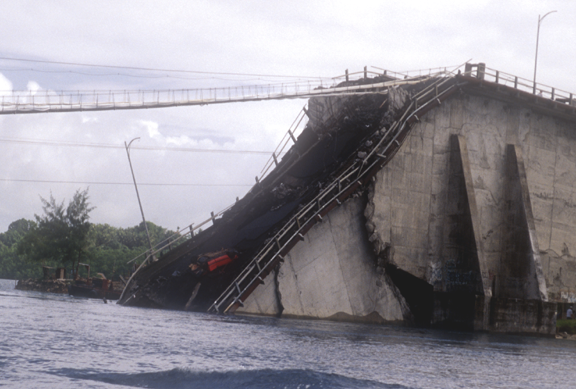
El pont enfonsa el 1997.

El reforç del pont, iniciat l'any 1995 i finalitzat a mitjans d'agost de 1996, va comportar la modificació de la seva estructura per transformar-lo en una biga rígida de formigó. Es va eliminar el pivot present al centre de la coberta i que permetia el moviment de les dues parts simètriques del pont una respecte a l'altra, fet que permetia obtenir una estructura de formigó contínua. També s'hi van afegir cables als ja presents en l'encofrat de formigó de la coberta per tal de corregir trenta centímetres l'enfonsament d'aquesta última. A més, s'hi van afegir vuit juntes de compressió a nivell de caiguda per compensar les deformacions així com l'eliminació de la frontissa. Finalment, es va corregir la superfície de rodadura del pont per tal d'oferir un millor confort als motoristes.
Tanmateix, les obres de reforç no van impedir l'ensorrament sobtat del pont el 26 de setembre d'aquell mateix any cap a les 17.45 h. L'accident va deixar dos morts, un paluà i un filipí, i quatre ferits. Els estudis de les runes més les declaracions dels testimonis van conduir a l'elaboració de l'escenari més probable del col·lapse. En primer lloc, la part superior del pont a nivell del moll del costat de Babeldaob havia patit una delaminació en una longitud d'uns deu metres que obligava la part inferior entre el moll i el centre del pont a comportar-se com una biga rígida incapaç de gestionar les forces de tall. Aleshores, la coberta es va trencar a l'alçada del moll del costat de Babeldaob i la llum trencada es recolzava contra l'altra meitat de la llum central, forçant el moll del costat de Koror a suportar massa compressió. Tota la coberta es va enfonsar quan va cedir arran de l'aparició de dues fractures a banda i banda i l'aixafament a la seva base, desencadenant l'enfonsament del pont, que va durar només uns segons. La investigació finalitzada l'any 1998, però, no va permetre determinar les causes de l'enfonsament, sobretot pels acords extrajudicials entre el govern de Palau i els enginyers incriminats. Les causes més probables van ser les variacions de temperatura nocturnes o la mala alineació de les juntes de compressió. Sembla que l'enfonsament no va ser provocat ni pels treballs de reforç realitzats al pont ni per l'ús de formigó de mala qualitat.
Tanmateix, tot i que va ser estudiada amb cert detall per empreses professionals i investigadors, la causa del col·lapse segueix sent desconeguda.

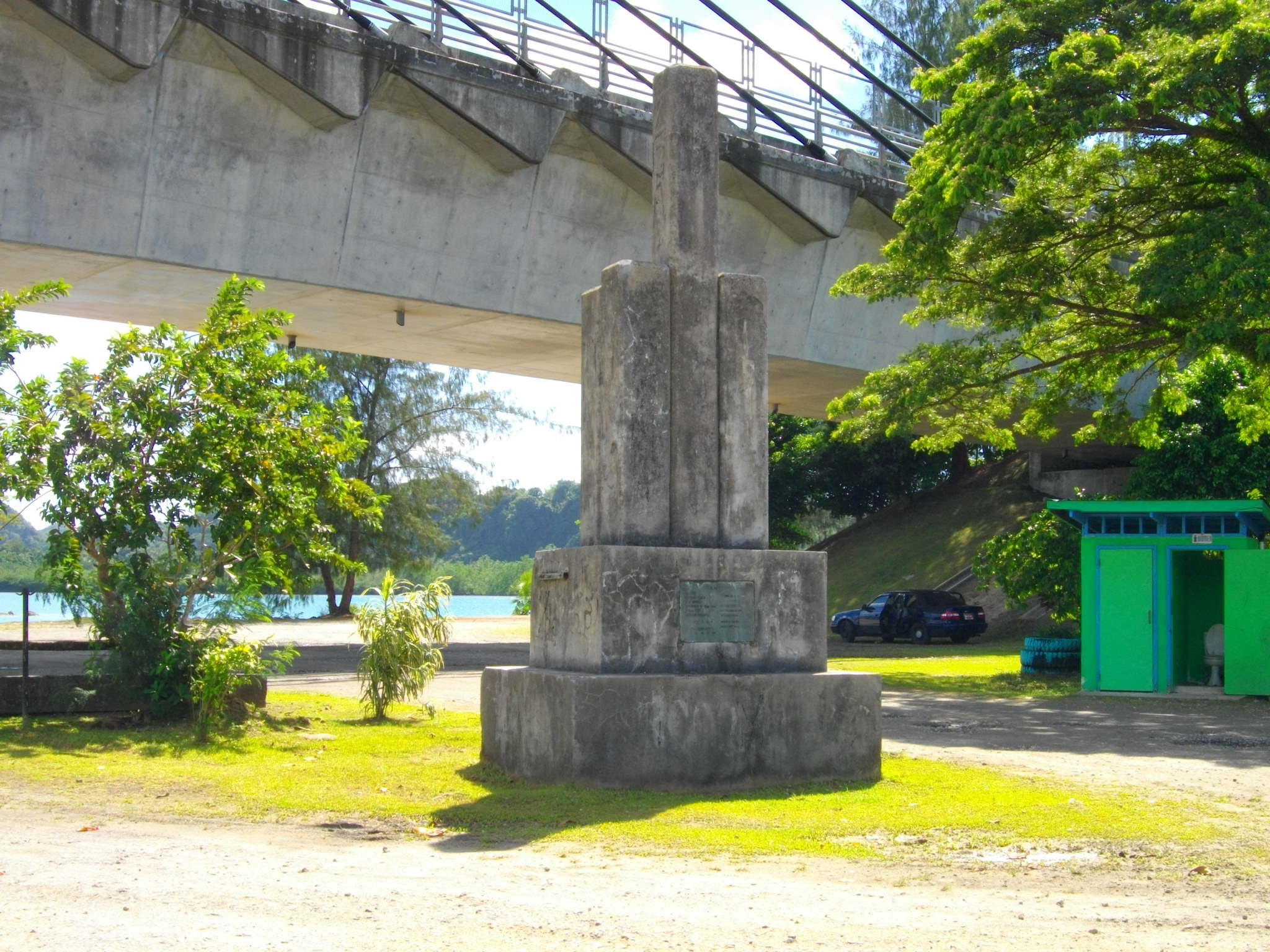
Monument en memòria del vell pont, amb el nou al fons.

### Pont flotant i construcció del nou pont
Aquest accident va tallar les comunicacions terrestres entre la capital, la ciutat més gran i principal centre turístic de Palau, Koror, i l'illa més gran del país, Babeldaob, on hi ha l'aeroport internacional Roman-Tmetuchl. A més, també van quedar tallades les canonades d'aigua potable i els cables de suministrament elèctric que travessaven pel pont, privant d'aquests dos recursos els habitants de Koror, és a dir unes 12.000 persones. Aleshores, el govern de Palau va declarar l'estat d'emergència i va demanar ajuda internacional, especialment dels Estats Units i del Comitè Internacional de la Creu Roja, per resoldre la crisi humanitària que s'atançava. Un servei de ferri va funcionar entre les dues illes fins a l'agost de 1997, quan la Daiho Corporation va instal·lar temporalment un pont flotant d'acer que va costar 3,5 milions de dòlars americans al costat de l'antic pont. Aquest pont provisional estava format per barcasses col·locades de punta a punta i tenia una llum al seu centre que permetia el pas de petites embarcacions.

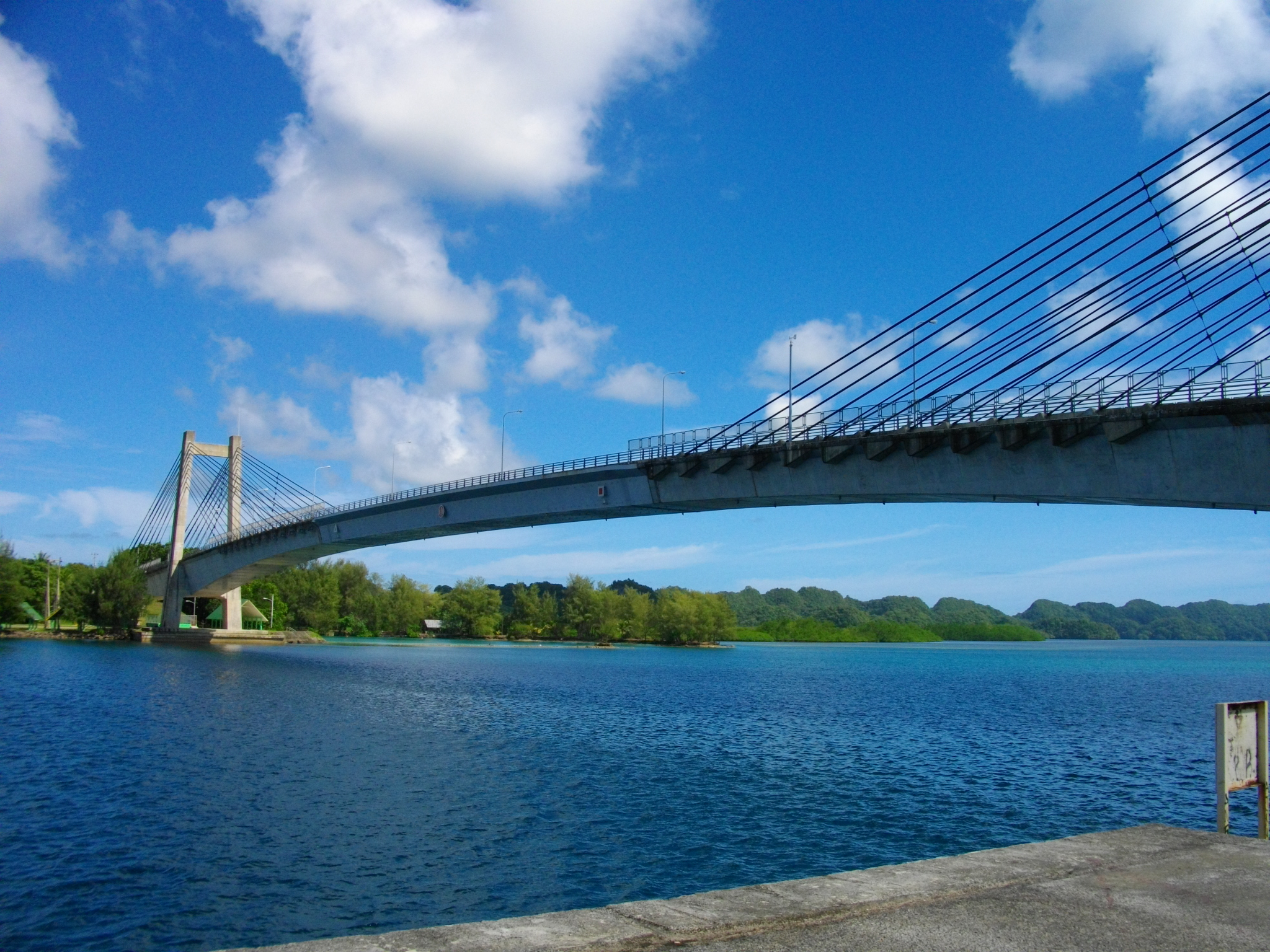
El nou pont.

Arran de la visita al Japó l'any 1996 del president de Palau Kuniwo Nakamura, que ell mateix tenia orígens japonesos, el govern japonès va anunciar a finals de 1998 que alliberaria 1,8 milions de dòlars nord-americans per netejar les runes del pont en previsió de la construcció d'un pont nou. Aquesta primera ajuda econòmica va anar seguida l'any següent d'una nova donació japonesa de 26 milions de dòlars destinats a la construcció del nou pont (un milió per al seu disseny i 25 per a la seva construcció). Els treballs van començar amb la retirada de les ruïnes de l'antic pont l'1 de març de 1999. Planificada inicialment a partir de l'1 d'agost de 1999, la construcció de l'actual pont atirantat per part de Kajima Corporation va començar a mitjans de novembre i tenia una durada prevista de 26 mesos. Els terminis es van complir ja que el 17 de juliol de 2001 milers de palauns van veure des del pont flotant com s'instal·lava la part metàl·lica central de la nova estructura. Abans d'acabar el mes, el pont era enllestit, excepte la calçada, l'enllumenat i la senyalització viària. Finalitzat oficialment l'octubre de 2001, el nou pont es va inaugurar l'11 de gener de 2002 i es va obrir al trànsit el mateix dia a les cinc de la tarda. Aquesta ajuda va agermanar encara més les dues nacions, ja que el Japó ha estat un aliat històric de Palau des de la seva independència l'any 1994. Un cop es va haver restablert definitivament el trànsit entre les dues illes, el pont de pontons es va desmuntar a finals d'aquell any 2002.